# Polygala subalata
Polygala subalata är en jungfrulinsväxtart som beskrevs av S. Wats.. Polygala subalata ingår i släktet jungfrulinssläktet, och familjen jungfrulinsväxter. Inga underarter finns listade i Catalogue of Life.